# رينولد نيكلسون
رينولد ألين نيكلسون (بالإنجليزية: Reynold Alleyne Nicholson)‏ (1285 - 1364 ه‍ / 1868 - 1945 م) هو مستشرق إنگليزي. تخصص في التصوف و الأدب الفارسي ويعتبر من أفضل المترجمين لأشعار جلال الدين الرومي. له مقالات كثيرة في دائرة معارف الدين والأخلاق و دائرة معارف الإسلام. آرثر آربري هو أحد طلابه.

## آثاره
- «مثنوي معنوي» للشاعر جلال الدين الرومي، مع ترجمة وشرح في 8 مجلدات (1925 – 1940) ضمن سلسلة جب.
- «تاريخ العرب الأدبي» 1907.
- «قصائد مختارة من ديوان شمس تبريز» لجلال الدين الرومي. النص الفارسي مع ترجمة إنجليزية. كمبردج، 1898.
- «أسرار الذات (أسرار خودي)» لمحمد إقبال.
- «تذكرة الأولياء للشيخ فريد الدين العطار»، في جزئين، لندن 1905 – 1907.
- «اللمع» لأبي نصر السّراج. سلسلة جب التذكارية برقم 22. ليدن – لندن، 1914.
- «ترجمان الأشواق» لابن عربي، تحقيق النص مع ترجمة إنجليزية، لندن 1911.
- «في التصوف الإسلامي وتاريخه» ترجمه إلى العربية أبو العلا عفيفي.

## وصلات خارجية
- رينولد نيكلسون على موقع الموسوعة البريطانية (الإنجليزية)

- نيكلسون (رينولد ألين ـ) - الموسوعة العربية